# 山田伸二
山田 伸二（やまだ しんじ、1949年 - ）は、NHK解説委員。担当分野は経済、国際金融。解説主幹を経て、明治大学政治経済学部特任教授、東北公益文科大学客員教授。

## 来歴・人物
東京都出身。1968年東京都立日比谷高等学校卒業。1973年一橋大学社会学部を卒業。日本放送協会に入局。
1982年から報道局経済部に所属。1986～1987年に衛星放送「東京マーケット情報」キャスター、1992～1993年にアメリカ・コロンビア大学研究員、1993～1994年に衛星放送「ジャパン・ビジネス・トゥディ」編集長などを歴任。1994年よりNHK解説委員。2001年6月からNHK解説主幹を務める。2008年から明治大学政治経済学部特任教授。2013年から東北公益文科大学客員教授。妻は元NHKアナウンサー・現チーフディレクターの目加田頼子。

## 担当番組
- 時論公論

## 著書
- マンハッタン116丁目の休日（1995年4月、東京出版）ISBN 978-4924644465
- 大恐慌に学べ（1996年9月、東京出版）ISBN 978-4924644595
- 世界同時デフレ（1998年3月、東洋経済新報社）ISBN 978-4492392713
- 驕れるアメリカ経済（1999年5月、東洋経済新報社）ISBN 978-4492393086
- これならわかる日本経済入門（2000年4月、東洋経済新報社）ISBN 978-4492393239
- 初心者のための日本経済入門―たった50話で経済ニュースに強くなれる（2002/06、東洋経済新報社） ISBN 978-4492313077
- 静かなるデフレ―クリーピング・デフレと仲良くつきあう方（2003年11月、東洋経済新報社）ISBN 978-4492394168
- グローバル通貨戦争―人民元切り上げ、ドル下落と日本経済（2005年10月、東洋経済新報社）ISBN 978-4492681275